# Esercito dell'Assia-Darmstadt
L'esercito dell'Assia-Darmstadt (in tedesco ufficialmente Hessen-darmstädtische Armee), detto anche semplicemente esercito assiano o esercito granducale d'Assia, è stato l'esercito dell'Assia-Darmstadt dal 1600 al 1871.

## Storia

### Il langraviato

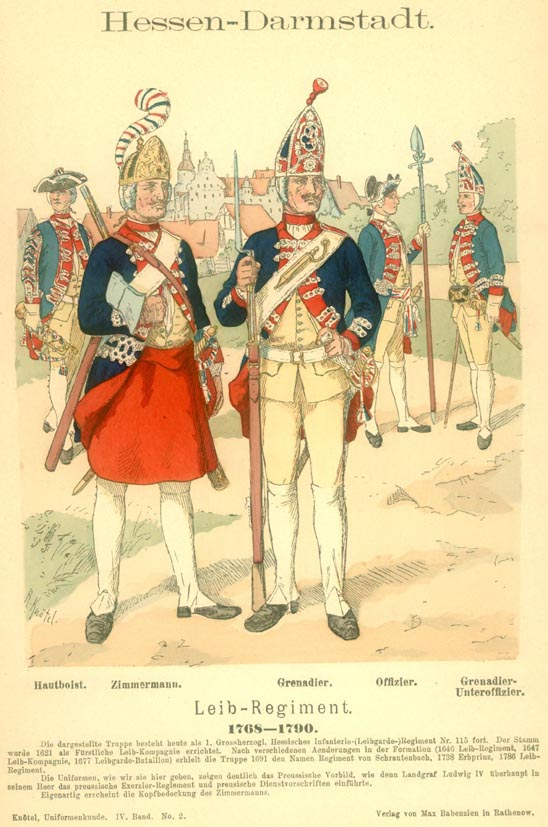
Fanteria dell'Assia-Darmstadt nel XVIII secolo

In quanto feudo imperiale del Sacro Romano Impero, l'Assia-Darmstadt ebbe diritto a proprie truppe (jus armorum et foederum) sin dalla pace di Vestfalia nel 1648. Come il vicino langraviato d'Assia-Kassel, anche i langravi di Assia-Darmstadt costituirono un loro esercito nazionale permanente. La prima costituzione di un reggimento da parte del langravio Luigi V d'Assia-Darmstadt avvenne l'11 marzo 1621 col 1º reggimento della guardia. Quel reggimento , col successivo nome di 115º reggimento di fanteria prussiano, era ancora in attività nel 1914, ed era uno dei più antichi della Germania.
Fin dalla metà del XVIII secolo l'esercito venne organizzato come permanente e pertanto diventava un mezzo per esercitare il potere in tempo di guerra e di pace. Come nella maggior parte degli stati dell'Ancien Régime della prima età moderna, l'esercito dell'Assia-Darmstadt era composto in gran parte da mercenari assoldati. Tra questi vennero reclutate le truppe regolari, che raggiunsero il numero di quattro reggimenti di fanteria durante il regno di Luigi IX d'Assia-Darmstadt.
A questi si aggiungeva un sistema di milizia territoriale composto da quattro battaglioni di fanteria. Luigi IX si interessò unicamente alla fanteria senza l'ausilio della cavalleria.

### Il granducato

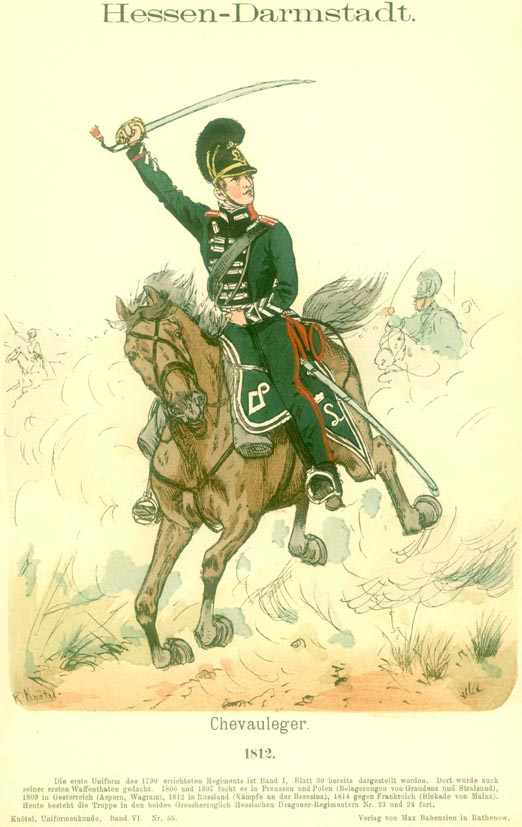
Cavalleggero del granducato d'Assia nel 1812

La leva militare obbligatoria venne introdotta nel 1803, creando un contingente militare permanente che andò a rinforzare l'alleanza politica con la Francia napoleonica. L'Assia-Darmstadt divenne quindi uno stato di notevole interesse per i francesi in quanto fonte di truppe per la Grande Armée. Entrando a far parte della Confederazione del Reno, lo stato venne elevato alla dignità di granducato e nel contempo si impegnò a fornire un contingente di 4 000 soldati. Questi erano divisi in tre reggimenti di fanteria, tre battaglioni di fucilieri, un reggimento di cavalleggeri e tre compagnie di artiglieria. L'Assia-Darmstadt era contraria ad intervenire nella guerra della quarta coalizione antifrancese promossa dalla Prussia, ma venne coinvolta dai francesi nella guerra del 1809 contro l'Impero austriaco e ancor più nella campagna di Spagna e in quella di Russia del 1812. Il bilancio dei morti nel corso di questa guerra fu particolarmente alto: dei 5 000 soldati che partirono per la Russia, ne tornarono nell'Assia-Darmstadt solo 316.
Dopo la battaglia di Lipsia, l'Assia-Darmstadt decise di lasciare la Confederazione del Reno e si unì all'alleanza antifrancese che richiese subito il dispiego di 8 000 uomini, di cui 4 000 di linea e 4 000 della milizia locale. I soldati assiani vennero impiegati nel 1815 a Strasburgo e nell'Alto Reno contro i francesi.
Nel 1848, i reggimenti dell'esercito assiano vennero coinvolti nella soppressione della rivoluzione del Baden nel 1848 e nuovamente nel 1849.
Durante la guerra austro-prussiana del 1866, la 3ª divisione assiana, divenne parte dell'VIII corpo d'armata federale guidato dal generale Alessandro d'Assia-Darmstadt. La divisione dell'Assia perse 175 soldati sul campo di battaglia, riportando inoltre 394 feriti e 115 prigionieri. Nella battaglia di Tauberbischofsheim la divisione rimase di riserva. L'esercito rimase in forze sino al 1871 quando, con la proclamazione dell'Impero tedesco, venne sottoscritta una convenzione militare con il regno di Prussia, trasferendo così quattro reggimenti di fanteria, due reggimenti di cavalleria e l'intero corpo d'artiglieria sotto le insegne prussiane.